# Тумат
Тума́т (якут. Тумат) — село в Усть-Янском улусе Республика Саха (Якутия) России. Административный центр и единственный населённый пункт Туматского национального наслега.

## Этимология
Название села происходит от названия рода тумат.

## География
Село расположено на севере Якутии, на берегу реки Чондон, к северу от посёлка городского типа Депутатский, административного центра улуса.

## История
Согласно Закону Республики Саха (Якутия) от 30 ноября 2004 года N 173-З N 353-III село стало административным центром образованного муниципального образования Туматский национальный наслег.

## Население
| 2002 | 2010 | 2012 | 2013 | 2014 | 2015 | 2016 | 2017 | 2018 | 2019 | 2020 |
| ---- | ---- | ---- | ---- | ---- | ---- | ---- | ---- | ---- | ---- | ---- |
| 577  | ↘533 | ↘531 | ↘520 | ↘498 | ↗503 | ↗510 | ↘505 | ↘497 | ↗498 | ↘489 |
| 2021 |      |      |      |      |      |      |      |      |      |      |
| →489 |      |      |      |      |      |      |      |      |      |      |

## Улицы
- ул. А.А. Томского,
- ул. Героя Н.С. Колесова,
- ул. Набережная,
- ул. С.И. Колесова,
- ул. Совхозная.